# جایزه سینمایی ام‌تی‌وی برای بهترین اجرای دو نفره روی صحنه
در اینجا فهرست برندگان و نامزدهای جایزه فیلم ام‌تی‌وی برای بهترین اجرای دو نفره روی صحنه (به انگلیسی: Best On-Screen Duo) (بهترین اجرای زوج روی صحنه) آورده شده‌ که از سال ۱۹۹۲ تا ۲۰۰۶ و متعاقب آن از سال ۲۰۱۳ تا ۲۰۱۵ اهدا شده‌است. در سال ۲۰۱۲، نام آن به بهترین بازیگران تغییر یافت. در سال ۲۰۱۶، نام آن به مجموعه بازیگران تغییر یافت. در سال ۲۰۱۷، نام آن به بهترین تیم روی صحنه تغییر کرد. این جایزه در سال ۲۰۱۹ اهدا نشد.

## برندگان و نامزدها
منبع:

### بهترین اجرای دو نفره روی صحنه

#### ۱۹۹۹–۱۹۹۲
| سال  | نامزدها                          | اعضای گروه بازیگران            |
| ---- | -------------------------------- | ------------------------------ |
| ۱۹۹۲ | جهان وین                         | دینا کاروی و مایک مایرز        |
| ۱۹۹۲ | آخرین پسر پیشاهنگ                | دیمون وینز و بروس ویلیس        |
| ۱۹۹۲ | دختر من                          | آنا کلامسکی و مکالی کالکین     |
| ۱۹۹۲ | رابین هود: شاهزاده دزدان         | کوین کاستنر و مورگان فریمن     |
| ۱۹۹۲ | تلما و لوییز                     | جینا دیویس و سوزان ساراندون    |
| ۱۹۹۳ | اسلحه مرگبار ۳                   | مل گیبسون و دنی گلاور          |
| ۱۹۹۳ | غریزه اصلی                       | مایکل داگلاس و شارون استون     |
| ۱۹۹۳ | بادیگارد                         | کوین کاستنر و ویتنی هیوستون    |
| ۱۹۹۳ | دور و دورتر                      | تام کروز و نیکول کیدمن         |
| ۱۹۹۳ | مردان سفید نمی‌توانند بپرند       | وودی هرلسون و وسلی اسنایپس     |
| ۱۹۹۴ | فراری                            | هریسون فورد و تامی لی جونز     |
| ۱۹۹۴ | بنی و جون                        | جانی دپ و مری استوارت مسترسون  |
| ۱۹۹۴ | فیلادلفیا                        | تام هنکس و دنزل واشنگتن        |
| ۱۹۹۴ | بی‌خواب در سیاتل                  | تام هنکس و مگ رایان            |
| ۱۹۹۴ | جهان وین ۲                       | دینا کاروی و مایک مایرز        |
| ۱۹۹۵ | سرعت                             | ساندرا بولاک و کیانو ریوز      |
| ۱۹۹۵ | احمق و احمق‌تر                    | جیم کری و جف دانیلز            |
| ۱۹۹۵ | مصاحبه با خون‌آشام                | تام کروز و برد پیت             |
| ۱۹۹۵ | قاتلین بالفطره                   | جولیت لوئیس و وودی هرلسون      |
| ۱۹۹۵ | داستان عامه‌پسند                  | ساموئل ال. جکسون و جان تراولتا |
| ۱۹۹۶ | تامی کوچولو                      | کریس فارلی و دیوید اسپید       |
| ۱۹۹۶ | پسران بد                         | ویل اسمیت و مارتین لارنس       |
| ۱۹۹۶ | جمعه                             | آیس کیوب و کریس تاکر           |
| ۱۹۹۶ | هفت                              | مورگان فریمن و برد پیت         |
| ۱۹۹۶ | داستان اسباب‌بازی                 | تیم آلن و تام هنکس             |
| ۱۹۹۷ | صخره                             | نیکلاس کیج و شان کانری         |
| ۱۹۹۷ | بیویس و بات‌هد آمریکا را می‌نمایند | بیویس و بات‌هد (مایک جاج)       |
| ۱۹۹۷ | فارگو                            | استیو بوشمی و پیتر استورماره   |
| ۱۹۹۷ | رومئو + ژولیت                    | لئوناردو دی‌کاپریو و کلر دینز   |
| ۱۹۹۷ | قفس پرنده                        | ناتان لین و رابین ویلیامز      |
| ۱۹۹۸ | تغییر چهره                       | جان تراولتا و نیکلاس کیج       |
| ۱۹۹۸ | ویل هانتینگ خوب                  | مت دیمون و بن افلک             |
| ۱۹۹۸ | مردان سیاه‌پوش                    | ویل اسمیت و تامی لی جونز       |
| ۱۹۹۸ | خواننده عروسی                    | آدام سندلر و درو بریمور        |
| ۱۹۹۸ | تایتانیک                         | لئوناردو دی‌کاپریو و کیت وینسلت |
| ۱۹۹۹ | ساعت شلوغی                       | جکی چان و کریس تاکر            |
| ۱۹۹۹ | آرماگدون                         | بن افلک و لیو تایلر            |
| ۱۹۹۹ | شهر فرشته‌ها                      | نیکلاس کیج و مگ رایان          |
| ۱۹۹۹ | او همه‌چیزتمام است                | فردی پرینز و ریچل لی کوک       |
| ۱۹۹۹ | مری یه جوریه                     | بن استیلر و کامرون دیاز        |

#### ۲۰۱۵–۲۰۱۳، ۲۰۰۶–۲۰۰۰
| سال                   | نامزدها                                  | اعضای گروه بازیگران                                                                                                   |
| --------------------- | ---------------------------------------- | --- |
| ۲۰۰۰                  | آستین پاورز: جاسوسی که مرا تکان داد      | مایک مایرز و ورن ترویر                                                                                                |
| ۲۰۰۰                  | پدر بزرگ                                 | آدام سندلر و دیلن و کول اسپراوس                                                                                       |
| ۲۰۰۰                  | ماتریکس                                  | کیانو ریوز و لارنس فیشبرن                                                                                             |
| ۲۰۰۰                  | حس ششم                                   | بروس ویلیس و هالی جوئل آزمنت                                                                                          |
| ۲۰۰۰                  | داستان اسباب‌بازی ۲                       | تیم آلن و تام هنکس |
| ۲۰۰۱                  | فرشتگان چارلی                            | درو بریمور، کامرون دیاز و لوسی لیو                                                                                    |
| ۲۰۰۱                  | دورافتاده                                | تام هنکس و ویلسُن |
| ۲۰۰۱                  | ملاقات والدین                            | رابرت دنیرو و بن استیلر                                                                                               |
| ۲۰۰۱                  | ای برادر، کجایی؟                         | جرج کلونی، تیم بلیک نلسون و جان تورتورو                                                                               |
| ۲۰۰۱                  | مردان ایکس                               | هلی بری، هیو جکمن، جیمز مارسدن و آنا پاکوین                                                                           |
| ۲۰۰۲                  | سریع و خشمگین                            | وین دیزل و پل واکر |
| ۲۰۰۲                  | یازده یار اوشن                           | کیسی افلک، اسکات کان، دان چیدل، جرج کلونی، مت دیمون، الیوت گولد، ادی جمیسن، برنی مک، برد پیت، چین شائوبو و کارل راینر |
| ۲۰۰۲                  | ساعت شلوغی ۲                             | جکی چان و کریس تاکر                                                                                                   |
| ۲۰۰۲                  | شرک                                      | کامرون دیاز، ادی مورفی و مایک مایرز                                                                                   |
| ۲۰۰۲                  | زولندر                                   | بن استیلر و اوون ویلسون                                                                                               |
| ۲۰۰۳                  | ارباب حلقه‌ها: دو برج                     | شان آستین، اندی سرکیس و الایجا وود                                                                                    |
| ۲۰۰۳                  | تصادف آبی                                | کیت باسورث، میشل رودریگز و سنو لیک                                                                                    |
| ۲۰۰۳                  | کله‌خر: فیلم                              | جانی ناکسویل، بم مارگرا، استیو-او و کریس پونتیوس                                                                      |
| ۲۰۰۳                  | مدرسه قدیمی                              | ویل فرل، وینس وان و لوک ویلسون                                                                                        |
| ۲۰۰۳                  | شوالیه‌های شانگهای                        | جکی چان و اوون ویلسون                                                                                                 |
| ۲۰۰۴                  | ۵۰ قرار اول                              | آدام سندلر و درو بریمور                                                                                               |
| ۲۰۰۴                  | پسران بد ۲                               | ویل اسمیت و مارتین لارنس                                                                                              |
| ۲۰۰۴                  | دزدان دریایی کارائیب: نفرین مروارید سیاه | جانی دپ و اورلاندو بلوم                                                                                               |
| ۲۰۰۴                  | مدرسه راک                                | جک بلک، و مدرسهٔ گروه راک                                                                                              |
| ۲۰۰۴                  | استارسکی و هاچ                           | بن استیلر و اوون ویلسون                                                                                               |
| ۲۰۰۵                  | دختران بدجنس                             | لیندزی لوهان، ریچل مک‌آدامز، لیسی چابرت و آماندا سایفرد                                                                |
| ۲۰۰۵                  | گوینده: افسانه ران برگندی                | ویل فرل، استیو کرل، دیوید کوچنر و پل راد                                                                              |
| ۲۰۰۵                  | داج بال: داستان یک بازنده واقعی          | وینس وان، کریستین تیلور، جاستین لانگ، آلن تودیک، استیون روت، ژول دیوید مور و کریس ویلیامز                             |
| ۲۰۰۵                  | هارولد و کومار به وایت کستل می‌روند       | جان چو و کل پن |
| ۲۰۰۵                  | شگفت‌انگیزان                              | کریگ تی. نلسن، هالی هانتر، اسپنسر فاکس و سارا واول                                                                    |
| ۲۰۰۶                  | مهمانان ناخوانده عروسی                   | وینس وان و اوون ویلسون                                                                                                |
| ۲۰۰۶                  | چهار شگفت‌انگیز                           | جسیکا آلبا، یوان گریفید، کریس ایوانز و مایکل چکلیس                                                                    |
| ۲۰۰۶                  | هری پاتر و جام آتش                       | دنیل ردکلیف، اما واتسون و روپرت گرینت                                                                                 |
| ۲۰۰۶                  | باکره چهل‌ساله                            | استیو کرل، رومانی مالکو، ست روگن و پل راد                                                                             |
| ۲۰۰۶                  | دوک‌های هازارد                            | جانی ناکسویل، شان ویلیام اسکات و جسیکا سیمپسون                                                                        |
| ۲۰۱۳                  |                                          | |
| تد                    | مارک والبرگ و ست مک‌فارلن                 | |
| انتقام‌جویان           | رابرت داونی جونیور و مارک رافلو          | |
| جنگوی زنجیرگسسته      | لئوناردو دی‌کاپریو و ساموئل ال. جکسون     | |
| دفترچه امیدبخش        | جنیفر لارنس و بردلی کوپر                 | |
| ۲۰۱۴                  |                                          | |
| سریع و خشمگین ۶       | وین دیزل و پل واکر                       | |
| حقه‌بازی آمریکایی      | ایمی آدامز و کریستین بیل                 | |
| باشگاه خریداران دالاس | متیو مک‌کانهی و جرد لتو                   | |
| سواری با هم           | آیس کیوب و کوین هارت                     | |
| گرگ وال استریت        | جونا هیل و لئوناردو دی‌کاپریو             | |
| ۲۰۱۵                  |                                          | |
| همسایه‌ها              | زک افران و دیو فرانکو                    | |
| نگهبانان کهکشان       | بردلی کوپر و وین دیزل                    | |
| خیابان جامپ شماره ۲۲  | چنینگ تیتوم و جونا هیل                   | |
| مصاحبه                | جیمز فرانکو و ست روگن                    | |
| بخت پریشان            | شیلین وودلی و انسل الگورت                | |

### بهترین بازیگران
| سال                              | نامزدها                            | اعضای گروه بازیگران                                                                             |
| -------------------------------- | ---------------------------------- | ----------------------------------------------------------------------------------------------- |
| ۲۰۱۲                             | هری پاتر و یادگاران مرگ – قسمت دوم | دنیل ردکلیف، روپرت گرینت، اما واتسون و تام فلتون                                                |
| ۲۰۱۲                             | ساقدوش‌ها                           | کریستن ویگ، مایا رودولف، رز بیرن، ملیسا مک‌کارتی، وندی مک‌لندن کاوی و الی کمپر                    |
| ۲۰۱۲                             | بازی‌های گرسنگی                     | جنیفر لارنس، جاش هاچرسون، لیام همسورث، الیزابت بنکس، وودی هرلسون، لنی کراویتز و الکساندر لودویگ |
| ۲۰۱۲                             | خیابان جامپ شماره ۲۱               | جونا هیل، چنینگ تیتوم، آیس کیوب، دیو فرانکو، الی کمپر، بری لارسون، و راب ریگل                   |
| ۲۰۱۲                             | خدمتکاران                          | اما استون، وایولا دیویس، برایس دالاس هاوارد، اکتاویا اسپنسر و جسیکا چستین                       |
| ۲۰۱۶                             |                                    |                                                                                                 |
| آوازخوان حرفه‌ای ۲                |                                    |                                                                                                 |
| انتقام‌جویان: عصر اولتران         |                                    |                                                                                                 |
| خشمگین ۷                         |                                    |                                                                                                 |
| بازی‌های گرسنگی: زاغ مقلد – بخش ۲ |                                    |                                                                                                 |
| جنگ ستارگان: نیرو برمی‌خیزد       |                                    |                                                                                                 |
| فاجعه                            |                                    |                                                                                                 |

### بهترین تیم روی صحنه
| سال                             | نامزدها                                                                                      | اعضای گروه بازیگران |
| ------------------------------- | -------------------------------------------------------------------------------------------- | ------------------- |
| ۲۰۱۷                            |                                                                                              |                     |
| لوگان                           | هیو جکمن و دافنه کین                                                                         |                     |
| دیو و دلبر                      | جاش گد و لوک ایوانز                                                                          |                     |
| آتلانتا                         | برایان تایری هنری و کیت استنفیلد                                                             |                     |
| برو بیرون                       | دنیل کالویا و لیل رل هاوری                                                                   |                     |
| د ویس                           | آدام لوین و بلیک شلتون                                                                       |                     |
| مهمانی شام پاتلاک مارتا و اسنوپ | مارتا استوارت و اسنوپ داگ                                                                    |                     |
| ۲۰۱۸                            |                                                                                              |                     |
| آن                              | فین ولفهارد، سوفیا لیلیس، جیدن مارتل، جک دیلن گریزر، وایات اولف، جرمی ری تیلور و چوزن جیکوبس |                     |
| پلنگ سیاه                       | چادویک بوزمن، لوپیتا نیونگو، دانای گوریرا و لتیشیا رایت                                      |                     |
| جومانجی: به جنگل خوش آمدید      | دوئین جانسون، کوین هارت، جک بلک، کارن گیلان و نیک جوناس                                      |                     |
| بازیکن شماره یک آماده           | تای شرایدن، اولیویا کوک، لینا وِی، فیلیپ ژائو و وین موریساکی                                  |                     |
| چیزهای عجیب                     | گیتن ماتارازو، فین ولفهارد، کیلب مک‌لاگلین، نوآ اشنپ و سیدی سینک                              |                     |